# Fowlerville
Fowlerville é uma vila localizada no estado americano de Michigan, no Condado de Livingston.

## Demografia
Segundo o censo americano de 2000, a sua população era de 2972 habitantes.
Em 2006, foi estimada uma população de 3123, um aumento de 151 (5.1%).

## Geografia
De acordo com o United States Census Bureau tem uma área de
6,1 km², dos quais 6,0 km² cobertos por terra e 0,1 km² cobertos por água. Fowlerville localiza-se a aproximadamente 280 m acima do nível do mar.

## Localidades na vizinhança
O diagrama seguinte representa as localidades num raio de 24 km ao redor de Fowlerville.